# Nitranská vinařská oblast

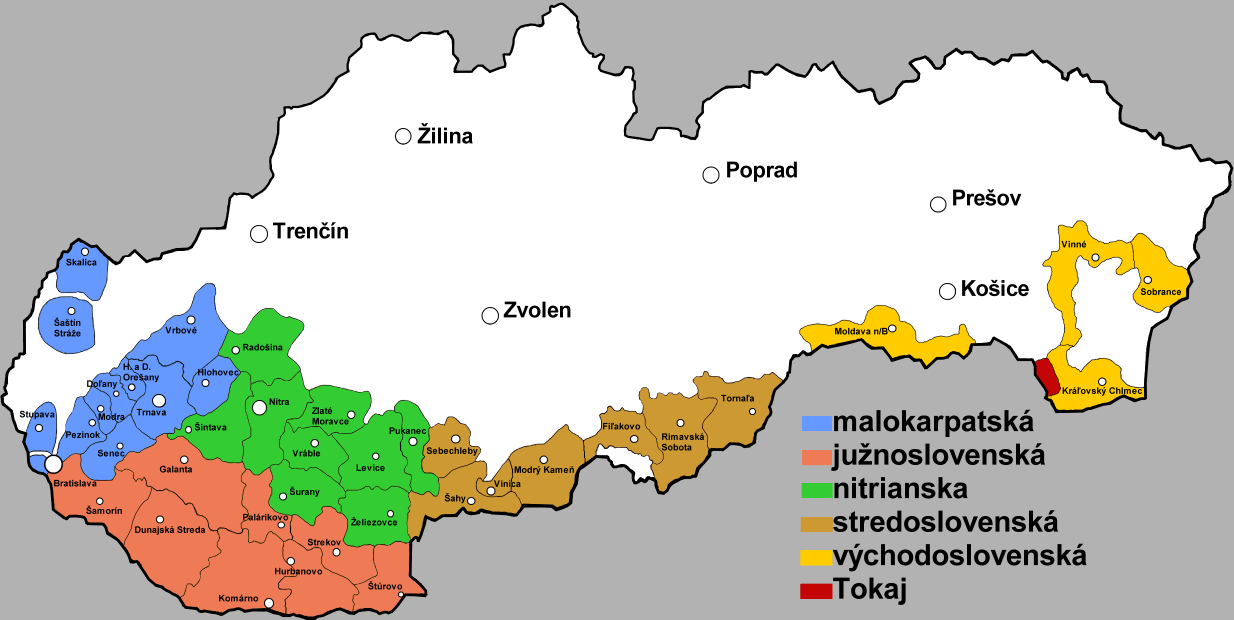
Vinařské oblasti na Slovensku, Nitranská vinařská oblast zelenou barvou

Nitranská vinařská oblast se nachází v severní části Nitranského kraje a v malé části Trnavského kraje (na mapě zvýrazněna zelenou barvou). Ze všech vinařských oblastí Slovenska se vyznačuje snad nejrůznorodějšími přírodními podmínkami. Vinohrady jsou vysázeny na svazích Povážského Inovce, Tribeče a také na sprašových pahorkatinách Podunajské nížiny. Celková výměra oficiálně registrovaných vinic je 3903 ha.
Historie vinařství sahá v této oblasti hluboko do minulosti, z oblasti Nitry se zachovaly nejstarší historické důkazy o existenci vinohradnictví a vinařství na Slovensku. Jde o tři staroslověnské modlitby pocházející z období Velké Moravy. Předpokládá se, že základy vinařství v této oblasti položili benediktinští mniši zoborského kláštera v 9. století. Pověst o zdejším víně se začala šířit po Evropě v 18. a zejména v 19. století, kdy nitranští měšťané prodávali víno i do okolních zemí.
Pestrost zde produkovaných odrůd výrazně ovlivňují jednak půdní poměry, jakož i klima. Půdy na svazích mají často vysokou skeletnatost, což však není překážkou. V rámci velmi teplého a velmi suchého nížinného klimatického regionu, se vyskytují velmi pestré mikroklimatické poměry, které zapříčiňuje zdejší heterogenita reliéfu krajiny.
Geografická poloha a vyhovující složení půd pohoří Tribeč a jihovýchodních svahů Povážského Inovce vytvářejí výborné předpoklady k produkci bohatých, odrůdově charakteristických a kvalitních vín. Centry vinařství, s podniky vyrábějícími vína, jsou města Vráble (Vinařství Vinanza, s.r.o.), Sereď (Hubert JE, s.r.o.), Nitra (Víno Nitra, spol. s r.o.) a Topoľčianky (Vinařské závody Topoľčianky, s.r.o.).
Nitranská vinařská oblast se rozčleňuje na 9 vinařských rajónů, do kterých patří 158 vinařských obcí:
- Nitranský vinařský rajón

16 vinařských obcí kategorie B1: Cabaj-Čápor, Čakajovce, Horní Lefantovce, Ivanka pri Nitre, Jelenec, Kolíňany, Kostoľany pod Tribečom, Ladice, Mojmírovce, Nitra, Pohranice, Šurianky, Veľká Dolina, Výčapy-Opatovce, Zbehy, Žirany
- Pukanecký vinařský rajón

15 vinařských obcí kategorie B2: Bátovce, Bory, Brhlovce, Demandice, Devičany, Dolné Semerovce, Domadice, Drženice, Hokovce, Hontianska Vrbica, Horné Semerovce, Jabloňovce, Pukanec, Santovka, Žemberovce
- Radošinský vinařský rajón

17 vinařských obcí kategorie B2: Bojná, Horné Obdokovce, Kovarce, Lipovník, Ludanice, Nemčice, Nitrianska Blatnica, Nitrianska Streda, Oponice, Preseľany, Radošina, Súlovce, Šalgovce, Tesáre, Urmince, Veľké Ripňany, Vozokany
- Šintavský vinařský rajón

16 vinařských obcí kategorie B1: Alekšince, Báb, Jarok, Lehota, Lukáčovce, Močenok, Nové Sady, Pata, Pusté Sady, Rišňovce, Rumanová, Sereď, Šintava, Šoporňa, Veľké Zálužie, Vinohrady nad Váhom
- Tekovský vinařský rajón

14 vinařských obcí kategorie B2: Čajkov, Dolný Pial, Horný Pial, Hronské Kľačany, Krškany, Levice, Lok, Mýtne Ludany, Nová Dedina, Nový Tekov, Podlužany, Rybník, Starý Tekov, Tlmače
- Vrábeľský vinařský rajón

21 vinařských obcí kategorie B1: Beša, Čechynce, Čifáre, Golianovo, Iňa, Klasov, Lúčnica nad Žitavou, Lula, Malý Cetín, Malý Lapáš, Melek, Nová Ves nad Žitavou, Paňa, Tajná, Tehla, Veľký Cetín, Veľký Ďur, Veľký Lapáš, Vinodol, Vráble, Žitavce
- Zlatomoravský vinařský rajón

22 vinařských obcí kategorie B2: Beladice, Čaradice, Čeľadice, Červený Hrádok, Dolné Obdokovce, Hosťovce, Kozárovce, Malé Chyndice, Malé Vozokany, Mankovce, Nemčiňany, Neverice, Nevidzany, Slepčany, Sľažany, Tekovské Nemce, Tesárske Mlyňany, Topoľčianky, Veľké Vozokany, Vieska nad Žitavou, Volkovce, Zlaté Moravce
- Želiezovský vinařský rajón

19 vinařských obcí kategorie B1: Čaka, Farná, Hronovce, Keť, Kukučínov, Kuraľany, Malé Ludince, Nýrovce, Pastovce, Plavé Vozokany, Pohronský Ruskov, Sikenica, Šalov, Šarovce, Lužany, Veľké Ludince, Zalaba, Zbrojníky, Želiezovce
- Žitavský vinařský rajón

18 vinařských obcí kategorie B1: Bánov, Bardoňovo, Bešeňov, Černík, Dedinka, Dolný Ohaj, Hul, Kmeťovo, Komjatice, Maňa, Mojzesovo, Podhájska, Pozba, Radava, Šurany, Trávnica, Veľké Lovce, Veľký Kýr